# Zingha eurycleia
Zingha eurycleia är en fjärilsart som beskrevs av Brown 1973. Zingha eurycleia ingår i släktet Zingha och familjen praktfjärilar. Inga underarter finns listade i Catalogue of Life.